# Manōlīs Tzanakakīs
Manōlīs Tzanakakīs (in greco Μανώλης Τζανακάκης; Candia, 30 aprile 1992) è un calciatore greco, difensore del Kalamata.